# Marcadet-Poissonniers
Marcadet-Poissonniers è una stazione delle linee 4 e 12 della metropolitana di Parigi.

## La stazione
In origine, vi erano due stazioni distinte:
- Marcadet, aperta nel 1908 sulla linea 4;
- Poissonniers, aperta nel 1916 sulla linea A della Société du chemin de fer électrique souterrain Nord-Sud de Paris.

A seguito dell'incorporazione di questa Compagnia nella Compagnie du chemin de fer métropolitain de Paris, avvenuta nel 1930, venne costruito un corridoio di collegamento fra le due stazioni. All'apertura, il 25 agosto 1931, la stazione venne denominata con il nome attuale di Marcadet-Poissonniers.
Essa porta il nome di due strade:
- la rue Marcadet ricorda un luogo detto, la Mercade, situato a la Chapelle Saint Denis. Si pensa che anticamente vi si tenesse un mercato;
- la rue des Poissonniers è l'antica strada dei Poissonniers costruita nel 1307 dai mercanti di pesce per il trasporto del pescato proveniente dal mare del Nord.

## Accessi
- 69, boulevard Barbès
- 80, boulevard Barbès
- 86, boulevard Barbès
- 26 ter, rue Ordener
- 69, rue des Poissonniers

## Interscambi
- Bus RATP - 31, 56, 60, 85, 302
- Noctilien - N14, N44

## Galleria d'immagini

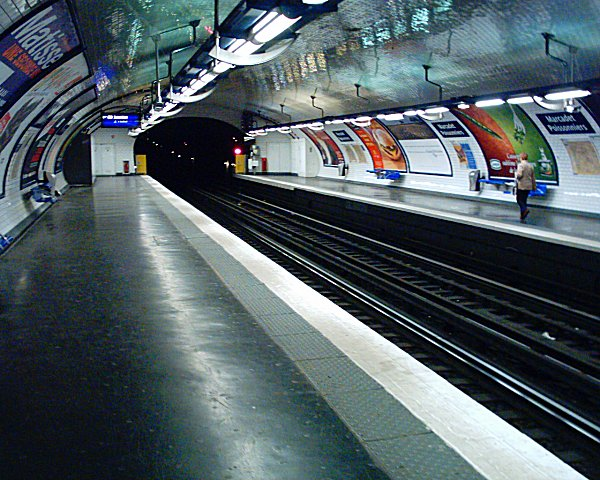
La banchina della linea 4
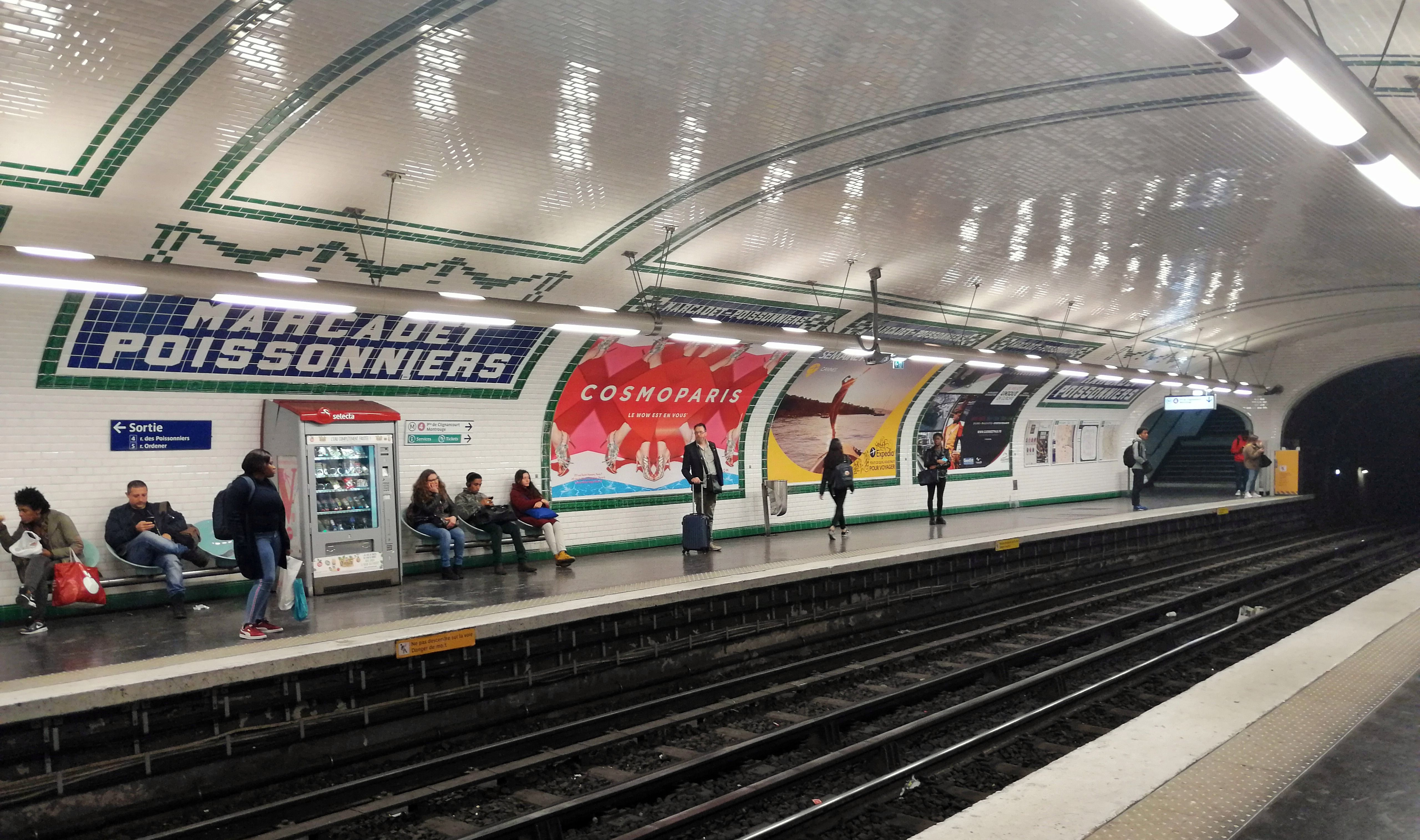
La banchina della linea 12